# Jernej Kopitar
Jernej Kopitar sau Bartholomäus Kopitar (n. 23 august 1780, Repnje – d. 11 august 1844, Viena) a fost un lingvist slavist austriac de naționalitate slovenă. Împreună cu lingviștii Josef Dobrovský și Pavel Jozef Šafárik, Kopitar este considerat întemeietorul slavisticii științifice.
După absolvirea la Ljubljana (atunci Laibach, în Imperiul Austriac) a liceului și după o scurtă activitate de dascăl particular, Kopitar a studiat la Viena științe juridice și s-a ocupat în particular de studiul limbilor slave. În 1810 a obținut un post la Wiener Hofbibliothek  (biblioteca curții imperiale din Viena), unde a avut între altele atribuția de cenzor al cărților tipărite în limbi slave și în limba greacă modernă.
Kopitar a fost printre primii autori care au scris lucrări de gramatică slovenă cu caracter științific. În 1808 a publicat „Gramatica limbii slave (vorbite) în (provinciile) Krain, Carintia și Stiria” și în anul următor „Gramatica limbii slovene”. A avut contribuții importante la editarea unor culegeri de texte paleoslave, de exemplu în 1836 Glagolita Clozianus, care cuprinde așa-zisele „monumente (lingvistice) de la Freising”, cele mai vechi texte redactate în alfabetul latin. În introducerea la această culegere de texte, Kopitar a avansat „teoria pannonică”, potrivit căreia teritoriul de origine al limbii slave vechi bisericești (slavona) ar fi fost Slovenia și Panonia.
Kopitar a susținut de asemeni eforturile unor colegi sârbi de a forma limba literară sârbă pe baza unor dialecte ale acestei limbi. În privința limbii române și a originii românilor, Kopitar se numără printre cercetătorii care au combătut teoria continuității, alături de Franz Josef Sulzer, Josef Karl Eder, Johann Christian von Engel, urmați în a doua jumătate a sec. al XIX-lea de celebrul Eduard Robert Rösler.